# Resgodsvagn

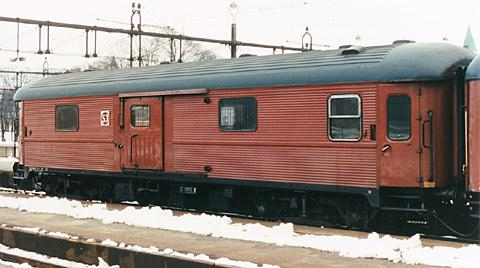
En resgodsvagn ur SJ:s 1960-talsgeneration i Malmö.

Resgodsvagn var en järnvägsvagn som förr kunde ingå i ett persontåg för att frakta passagerarnas polletterade resgods.
Förutom resväskor och olika paket kunde även cyklar polletteras. Eftersom resgodsvagnarna gick i persontåg, var de i regel byggda i stil med personvagnar. Ofta ansåg man sig dock inte behöva full personvagnslängd till resgodset,  och resgodsvagnarna kunde då byggas kortare (som 1960-talsvagnen på bilden) eller kombineras med postkupé eller en mindre passageraravdelning. 
Pollettering av resgods började begränsas på 1960-talet och på 1990-talet upphörde det helt hos SJ[källa behövs], liksom hos många utländska tågtrafikföretag. Dagens tåg i Sverige har därför inte denna typ av vagnar. Istället brukar nyare persontågsätt, som X31 i Öresundstågen i sina mittvagnar, ha ett flexutrymme med lågt golv och plats för cyklar, bagage och rörelsehindrade passagerare utöver de traditionella hyllorna över fönstren och hyllställen vid ingångarna.